# American Academy of Arts and Sciences
De American Academy of Arts and Sciences is een onafhankelijke Amerikaanse organisatie van geleerden, opgericht in 1798. Er zijn ongeveer 4 000 Amerikaanse leden en 600 buitenlandse leden. Het hoofdkwartier is in Cambridge, in de Verenigde Staten gevestigd en er is een vestiging in Californië.
De organisatie moet niet met de American Association for the Advancement of Science worden verward, die eveneens wordt afgekort als AAAS. Nog verwarrender is dat die organisatie een kantoor heeft in Cambridge, maar in Engeland.

## Websites
- officiële website

- Bibsys: 90267460
- Biblioteca Nacional de España: XX84433
- Bibliothèque nationale de France: cb12180527p (data)
- CiNii: DA01048374
- Gemeinsame Normdatei: 2003822-7
- International Standard Name Identifier: 0000 0001 0943 8824
- Library of Congress Control Number: n79082160
- Nationale Bibliotheek van Tsjechië: ko2003174440
- Nationale bibliotheek van Australië: 36568090
- Nationale Bibliotheek van Israël: 987007257647205171
- Nationale Bibliotheek van Polen: a0000001671916
- Nationale en Universitaire bibliotheek Zagreb: 000130971
- Réseau des bibliothèques de Suisse occidentale: 02-A002923970
- SNAC: w60h497c
- Système universitaire de documentation: 030378826
- Trove: 1297189
- Virtual International Authority File: 142551606
- WorldCat: E39QH7Jmq6wFCFWq3cyDcrWpJt